# سكوت هان
سكوت هان (بالإنجليزية: Scott Hahn)‏ هو كاتب أمريكي وعالم لاهوت كاثوليكي، ولد في 28 أكتوبر 1957. ويعتبر مدافعاً عن المسيحية. كان هان بروتستانتيًا سابقًا، وكان قسًا مشيخيًا ثم اعتنق الكاثوليكية. من أشهر أعماله "روما بيتي الحلو" و"عشاء الحمل: القداس جنة على الأرض".
نُشرت محاضراته في العديد من التوزيعات الصوتية عبر "لايتهاوس كاثوليك ميديا". ويُعرف هان بأبحاثه حول المسيحية المبكرة خلال العصر الرسولي، وبمختلف الأعمال النظرية المتعلقة بآباء الكنيسة الأوائل.